# Pordenone Calcio
El Pordenone Calcio es un club de fútbol italiano con sede en la ciudad de Pordenone, en Friuli-Venecia Julia. Fue fundado en 1920 y refundado en el 2003. Participará en la Serie D, correspondiente al cuarto nivel de competición del sistema de ligas del fútbol italiano.

## Historia
Fue fundado en el año 1920 como Football Club Pordenone, donde se mantuvo en los niveles amateur de Italia hasta que consiguió el ascenso a la Serie D por primera vez en la temporada 2007/08.

## Jugadores

### Plantilla y cuerpo técnico 2022-23

#### Jugadores destacados
- Alessio Nicolè
- Piero Aggradi
- Manuel Pasqual
- Giorgio Rossano
- Omero Tognon

## Entrenadores destacados
- Sergio Manente
- Edoardo Reja

## Palmarés
- Serie C: 1

2018/19
- Scudetto Serie D:[1] 1

2013/14